# Anna Brolin
Anna Eleonora Brolin, född 12 maj 1980 i Adolf Fredriks församling i Stockholm, är en svensk reporter och programledare i TV. Hon har sedan 2008 främst synts i TV4.

## Biografi
Brolin växte upp i Enköping men flyttade till Cypern där hon under 1999 var tennistränare och aerobicsinstruktör på företaget Ving. Året efter stationerades hon av samma företag på Mallorca som golfinstruktör. Hösten 2002 började Brolin studera Media management vid Linnéuniversitetet. Under ferierna arbetade hon som tennistränare på Swarthmore College utanför Philadelphia.
År 2005 arbetade Anna Brolin på företaget Kamera och tidningen Golfresan. Hösten 2006 kom hon till Viasat Sport där hon bland annat var programledare i Sportcenter, världsmästerskapet i ishockey för herrar 2007 i Moskva för TV3  samt i Davis Cup 2008 för TV8. Hon gjorde även programmet Golfmagasinet med Peter Ahnberg, Paul Tilly och Anton Körberg.
Våren 2008 bytte hon till TV4, där hon arbetade med fotbolls-EM 2008 samt det egna programmet Anna Brolins La Liga säsongen 2008/2009. Tack vare sina kunskaper i spanska och sitt stora fotbollsintresse, har hon ett stort kontaktnät inom den spanska toppfotbollen. Sommaren 2010 var hon uttagen till TV4:s VM-trupp och rapporterade på plats från fotbolls-VM i Sydafrika.
Hon var även med som reporter direkt på plats under TV4:s sändningar från friidrotts-EM i Barcelona i juli 2010. Ett år senare bevakade hon fotbolls-VM för damer på plats i Tyskland.
Den 23 augusti 2011 började Anna Brolin sitt nya arbete som programledare på Nyhetsmorgon på TV4.
Brolin deltog under våren 2013 i TV4:s program Let's Dance. Samma år blev hon en av programledarna för Spårlöst, då i Sjuan och senare i TV4.
Hon var på plats i Brasilien som en av programledarna i TV4 under fotbolls-VM 2014.
2016 tog hon över som programledare för Biggest Loser.
År 2020 utsågs hon till programledare för Farmen. Hon efterträdde Paolo Roberto.

## Familj
Anna Brolin är skild sedan 2022. Hon har tidigare varit gift med Jesper Rodhborn (2013–2022) och paret har två söner. Hon är även brorsdotter till journalisten Åke Brolin.